# ويلما سالغادو
ويلما سالغادو (من مواليد 20 أكتوبر 1952) سياسية واقتصادية من إكوادور.

## السيرة الشخصية
ولدت ويلما سالغادو في 20 أكتوبر 1952 في كيتو عاصمة الإكوادور. حصلت على درجة البكالوريوس من الجامعة البابوية الكاثوليكية في الإكوادور، ودرجة الماجستير من جامعة السوربون في باريس، وأخيراً حصلت على درجة الدكتوراه من الجامعة الوطنية المستقلة في المكسيك. عند عودتها إلى الإكوادور عُيِّنت سالغادو للعمل في البنك المركزي الإكوادوري كمدير للتنبؤات الاقتصادية، عملت في عام 1991 كمستشار اقتصادي لرئيس الكونغرس الوطني الإكوادوري. وأيضًا كأستاذة للاقتصاد في جامعة أندينا سيمون بوليفار وكمستشارة لوزير المالية.
في مارس 2003 تم تعيين سالغادو من قبل الرئيس غوتيريز كمدير لوكالة ضمان الودائع. بصفتها مديرة أمرت بمصادرة البضائع من عشرات الشركات والأفراد الذين يدينون بأموال للبنوك المفلسة خلال الأزمة المالية لعام 1999، وكان أحدهم الرئيس السابق للمؤتمر الوطني خوان خوسيه بونس، الذي تم الاستيلاء على منزله. رفع بونس دعوى قضائية ضد سالغادو متهم إياها بإفساد مسار العدالة، ولكن تمت تبرئة سالغادو من التهم الموجهة إليها.
كانت وزيرة للمالية عام 2008.